# 银杜父鱼属
银杜父鱼属（学名：Argyrocottus）为杜父鱼科的一个属。

## 下属物种
本属包括以下物种：
- 贊氏銀杜父魚 Argyrocottus zanderi Herzenstein, 1892